# 刺客信条：影
《刺客教條：暗影者》是由育碧魁北克開發、育碧發行的潛行動作角色扮演遊戲，為《刺客教條系列》的第十四部主系列作品。遊戲預定於2025年3月20日在PlayStation 5、Xbox Series X/S、Microsoft Windows、macOS和Amazon Luna上發售。遊戲設定於戰國时代的封建日本以及忍者傳奇。玩家可操控伊賀女刺客「藤林奈緒江」以及來自非洲的侍從「彌助」。

## 背景設定
16世紀的日本正邁向統一之路，隨著新聯盟出現以及外國勢力介入，社會動盪日益加劇。本作敘述伊賀女刺客「藤林奈緒江」以及戰國大名織田信長的黑人侍從「彌助」之間錯綜複雜的故事。

## 發行
2022年9月11日，育碧在當日舉行的育碧前瞻會中公布了本作，本作當時被定名為《刺客教條：代號RED》，與此同時，育碧也公布了《刺客教條：代號HEXE》，這些作品都包括在《刺客教條：代號INFINITY》平台，以便整合系列作品。
2024年5月14日，育碧宣布將於5月16日凌晨0時公開預告片，並將本作正式定名為《刺客教條：暗影者》。
2024年5月16日，育碧正式公開本作的預告片，並宣布本作將於2024年11月15日登陸PlayStation 5、Xbox Series X/S、Microsoft Windows、macOS和Amazon Luna平台。
2024年9月24日，育碧宣布取消原定于东京游戏展上的《刺客信条：影》的前瞻活动。并于次日25日，宣布本作将延期到2025年2月15日发售，育碧称延期原因是为了继续打磨游戏品质。同时育碧宣布本作将在发售日登陆Steam商店，摒弃了此前Windows平台在发售日仅登陆自家Ubisoft Connect商店的发售策略。
2025年1月，育碧再次宣布《刺客信条：影》将再次延期到2025年3月20日。

## 评价
| 汇总媒体             | 得分                                   |
| -------------------- | -------------------------------------- |
| Metacritic           | (PC) 78/100 (PS5) 81/100 (XSXS) 87/100 |
| OpenCritic（推荐率） | 85%                                    |

| 媒体                  | 得分   |
| --------------------- | ------ |
| IGN                   | 8/10   |
| PC Gamer美国          | 80/100 |
| Video Games Chronicle | 4/5    |

根据评论聚合网站Metacritic的统计，《刺客信条：影》获得了媒体的“普遍赞誉”。
游戏在发售当天有超过100万玩家在线游玩，在发售第二天达到了200万。Steam同时在线玩家人数在发售当天达到41,412人，在发售的一周内达到64,825人。

## 爭議

### 選角爭議
預告片公開後，大量玩家對於本作選用「彌助」作為男主角感到不滿，認為育碧选用黑人做主角非常刻意，或涉及遊戲界的政治正確。而支持者则认为此种看法是种族歧视。針對本作為什麼決定選用彌助作為男主角，本作的創意總監乔纳森·杜蒙特（Jonathan Dumont）在接受日本Fami通採訪時表示，團隊在創作主角時首先尋找的是「我們的武士」，意即一名非日本人的角色。他指出，彌助與葡萄牙人一同來到日本的相關故事非常適合用來講述日本所面臨的危機，而團隊成員認為能透過彌助的視角探索並且發現日本。此外，他認為彌助是一名已融入日本社會的武士，可能擁有玩家們不完全了解的概念，那事情就變得很有趣。團隊會逐漸揭露他的遭遇，藉此激發觀眾的好奇心。但這段言論在隨後遭到Fami通編輯刪減。
5月18日，遊戲媒體IGN發布了一篇標題為「我們別假裝因為《刺客教條：暗影者》主角不是亞洲人而生氣了」的文章，內容主要述說雖然西方遊戲裡的亞洲角色確實不多，但放眼看去其他西方遊戲中並非沒有亞洲武士角色，並舉例了《隻狼：暗影雙死》、《人中之龍 維新！》、《戰國無雙》、《浪人崛起》、《對馬戰鬼》等作品。作者認為比起日本開發者，西方開發者很難像當地團隊那樣如此了解當地文化，很容易就變成刻板印象，導致遊戲最終都是以戰鬥玩法為主，而作者還自稱自己是亞裔美國人（韓裔），認為比起缺少亞裔角色，更多的是缺少多元化，並說：「我不希望我們扮演自己所期待的角色，我想要的是我們從來沒有過的角色」文章內容更是用自己亞裔的身份，敘述自己看到亞洲角色也不會特別高興或驕傲。隨後IGN在X上發文強調女刺客「藤林奈緒江」是虛構，「彌助」則是歷史上真實存在的傳奇非洲武士，指批評的人別假裝突然去關心亞洲的代表性。伊隆·馬斯克則回應了有關本作的選角爭議，稱「DEI殺死了藝術」。育碧魁北克團隊執行製作人馬爾克-亞歷克西斯·寇特（Marc-Alexis Côté）在接受游戲媒體Game File訪問時，針對馬斯克的言論做出回應，他表示馬斯克的言論是在助長仇恨，這樣的言論並不會讓人們相信育碧的觀點，馬斯克的說法並不代表他們正在打造的遊戲，他也呼籲玩家們等待本作上市並親自體驗後再下定論。

### 專家偽造歷史
彌助在日本史書中的記載僅有數段文字，而且沒被賜予姓氏、封地和馬匹，以該時代而言並非宣傳中的「強大非洲武士」。但育碧一直強調彌助的武士身份有歷史考據，並有聘用學者專家協助開發，當中包括日本大學的法學系副教授托马斯·洛克利（Thomas Lockley）。他在2016年曾發表彌助與信長考據的相關研究，並在2017年推出名叫《信長與彌助》的小說。然而，有日本網民發現自2015年起，洛克利就一直使用不同帳戶修改維基百科中彌助的頁面，然後在他的著作上引用這些資料，從而憑空偽造了彌助整段生平。甚至《大英百科全书》中的弥助条目也是由洛克利编写。被揭發後，有日本民眾和議員要求日本大學立即解聘洛克利，洛克利隨即刪除了所有社交媒體帳戶。
2024年7月23日，育碧承认遊戲中的弥助不完全符合史實，並表示可以把該游戏看成是“一部引人入胜的、以戰國時代的日本为背景的历史小说”，遊戲不是对历史事实的簡單再现。

### 盜用美術
育碧為《刺客教條：暗影者》公開了美術概念圖後，被發現在其中幾張美術圖中擅自使用了日本表演團體「關原鐵炮隊」設計的旗幟。不久之後，來自關原鐵炮隊的領導成員「影山」注意到了這個現象，並在X平台上確認團體的圖案被育碧盜用。官方事後為此致歉，表示該概念圖只會出現在之後的典藏版畫冊中，其餘情況不會再使用。

### 考據錯誤
在公佈遊玩片段和圖片後，有日本網友發現當中出現了大量不合理的元素，包括榻榻米變成正方形、鳥居設於村莊入口、不同季節的植物在同一場景出現等。另外育碧在日本博覽會上為本作舉辦一場展覽，被發現現場一款武士刀模型的設計與《航海王》中出現的「三代鬼徹」極為相似，而現場的說明卻稱此武士刀屬於本作主角彌助。

### 日本反應
由於被認為不尊重日本歷史及文化，有日本民眾指責育碧文化挪用，並在網上聯署要求育碧停止發售遊戲，截至7月25日有超過90000名人士加入。此遊戲亦被日本政界關注，日本參議院議員濱田聰表示已向日本政府外務省、文部科學省等單位報告，並會詢問政府的立場和未來應對方針。

### 神社場景未經授權
在媒體試玩的片段中，YouTuber和網友發現可以破壞神社和攻擊神社人員，隨後產經新聞採訪射楯兵主神社時，負責人回應：育碧未經神社授權，即使有知會他們也將拒絕，並對育碧的行為採取適當措施。針對此事，兵庫縣參議員加田裕之曾在國會質詢時向時任日本首相石破茂提問，石破回應指遊戲允許破壞神社的行為「是對國家的侮辱」，並希望與經濟產業省、文部科學省及外務省討論相關的法律問題，並以自衛隊以往派出到伊拉克進行任務時如何尊重伊斯蘭文化為例子，來證明尊重不同國家及宗教文化的重要性。

## 外部連結
- 官方网站：英文、中文